# وعلة الجرمي
وعلة بن الحارث الجرمي، شاعر جاهلي، عاش في منتصف القرن السادس الميلادي، من فرسان قضاعة وأنجادها وشعرائها هو وابنه الحارث بن وعلة الجرمي، كانت له أخبار في يوم الكلاب الثاني، وهو من أعظم أيام العرب في الجاهلية. وقيل إنه صاحب اللواء يومئذٍ. لم يُرفع نسبه في كتاب جرم. ورد ذكره في عدد من الكتب منها المعاني الكبيرة لابن قتيبة، والأعلام للزركلي.

## شعره
هو قائل البيت الشهير:
وفي رواية أخرى: